# Májkapugyűjtőér

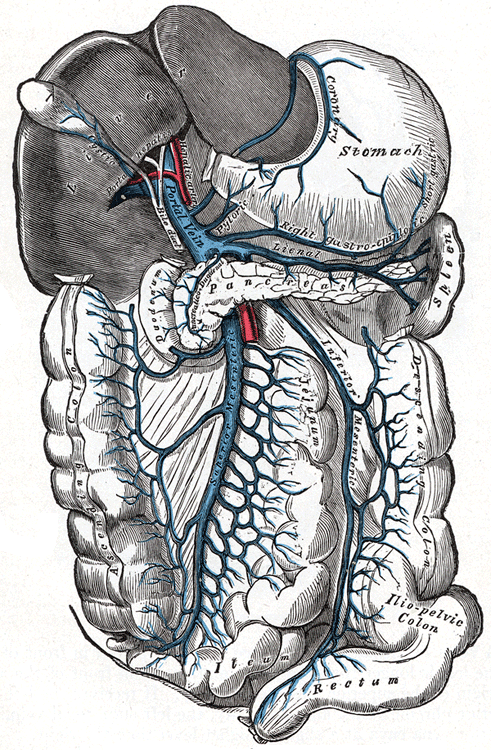
A vena portae hepatis és a bele ömlő fontosabb vénák.

A májkapugyűjtőér (vena portae hepatis) a páratlan hasüregi szervek vénás vérét vezeti a májba. A v. lienalis és a v. mesenterica superior összeömléséből keletkezik, majd a patkóbelet a májkapuval összekötő ligamentum hepatoduodenale leghátsó képleteként éri el a májat, ahol rendszerint kettéágazódik. Jellegzetessége, hogy a májban másodszor is kapillárisokra oszlik. (Hasonló másodszori kapillarizáció figyelhető meg az agyalapi mirigy esetében is.) Ezek aztán ismét nagyobb vénákba (venae hepaticae) szedődnek össze, végül a vena cava inferiornak a májon keresztülhaladó szakaszába ömlenek.

## A portális keringés jellegzetességei

### A vena portae gyűjtőterülete
A vena portae a páratlan hasűri szervek vénás vérét gyűjti, ez elsősorban a tápcsatornát, így a gyomrot, vékonybeleket és a vastagbelet (kivéve a végbél alsó kétharmadát) foglalja magába, de a hasnyálmirigy és lép vénás vére is a vena portaeba ömlik. Így a felszívott tápanyagok, mérgek vagy gyógyszerek először a májba jutnak, ahol a májsejtek átalakítják őket mielőtt a szisztémás keringésbe jutnának. Ez a szervezet számára rendkívül fontos, hiszen ezáltal többi szerv megmenekül a toxikus anyagok károsító hatásaitól. Ez egyben azt is jelenti, hogy a tápcsatornából felszívott mérgek a májat érik a legnagyobb dózisban. A máj számos gyógyszert is hatástalanít, ezért fontos az a tény, hogy a végbél alsó kétharmadának vénás elvezetése nem része a portális keringésnek. Ezért, bár a végbélben már nem olyan hatékony a felszívás, számos gyógyszer hatékonyabban alkalmazható kúp formájában, mert ezáltal a májat megkerülve jut be az általános keringésbe.

### Anastomosisok
A vena portaeba vezető vénák számos helyen nyílnak össze a szisztémás keringéshez tartozó vénákkal. Normális esetben ezek kis, vékony vénák, melyekben minimális az áramlás, ám amennyiben a portális keringés akadályozott (pl. májcirrhosisban, ahol a hegesedés miatt beszűkülhet a vena portae), a vér ezekbe az erekbe terelődik, melyek ilyenkor jelentősen kitágulnak. Az ilyen tágult vénák elrepedhetnek, súlyos vérzéseket okozva ezzel. (Ilyen anastomosisok vannak, a gyomorszáj, a köldök, a vesetok, a vakbél (coecum), és a végbél területén.) Életveszélyes vérzések a nyelőcső gyomorszáj fölötti részén kialakuló vékony falú vénatágulatokból fordulnak leggyakrabban elő. A végbél körüli tágulatokból, "aranyerekből" bekövetkező vérzés esetenként (a portalis nyomás csökkentésével) még könnyíthet is a beteg állapotán. A portális pangás a hashártyaüregben transzudátum képződését
(ascites) okozza.

### Májon belüli lefutása
A májkapuhoz a patkóbél és a máj közötti hashártya kettőzetében, a ligamentum hepatoduodenaleban haladva ér, majd kettéágazik. A lig. hepatoduodenaleban leghátul, az arteria hepatica propria és a ductus choledochus mögött foglal helyet. Innentől a három különböző csőrendszer végig együtt halad addig, amíg a legkisebb ágak el nem érik a májlebenykéket. A lebenykék széli részén az artériás és a vénás vér keveredik, majd a lebenykék közepén található centrális vénák (vena centralis) gyűjtik össze a keveredett vért, ami azután a vena hepatica közvetítésével a vena cava inferiorba ömlik.